# Иванов, Сергей Макарович
Сергей Макарович Иванов (1926—1999) — полковник Советской Армии, участник Великой Отечественной войны, Герой Советского Союза (1945).

## Биография
Сергей Иванов родился 4 августа 1926 года в селе Варварино (ныне — Арсеньевский район Тульской области). После окончания восьми классов средней школы работал счетоводом в колхозе. В ноябре 1943 года Иванов был призван на службу в Рабоче-крестьянскую Красную Армию. Окончил учебное артиллерийское подразделение. С сентября 1944 года — на фронтах Великой Отечественной войны. К январю 1945 года гвардии ефрейтор Сергей Иванов был наводчиком орудия 23-й гвардейской мотострелковой бригады 7-го гвардейского танкового корпуса 3-й гвардейской танковой армии 1-го Украинского фронта. Отличился во время Висло-Одерской операции.
23 января 1945 года Иванов в составе своего подразделения переправился через Одер в районе населённого пункта Грошовец и принял активное участие в боях за плацдарм на западном берегу реки. За сутки боёв Иванов лично уничтожил 1 бронетранспортёр, 1 батарею миномётов, 1 дот, около взвода немецкой пехоты. Действия Иванова и его расчёта способствовали успешному удержанию плацдарма.
Указом Президиума Верховного Совета СССР от 10 апреля 1945 года за «образцовое выполнение боевых заданий командования на фронте борьбы с немецкими захватчиками и проявленные при этом отвагу и геройство» гвардии ефрейтор Сергей Иванов был удостоен высокого звания Героя Советского Союза с вручением ордена Ленина и медали «Золотая Звезда» за номером 8764.
В дальнейшем Иванов участвовал в Нижнесилезской, Берлинской и Пражской операциях. После окончания войны он продолжил службу в Советской Армии. В 1950 году окончил Московское пехотное училище имени Верховного Совета РСФСР, в 1960 году — Военную академию имени Фрунзе. В апреле 1970 года в звании подполковника Иванов был уволен в запас, позднее ему было присвоено звание полковника запаса. Проживал в городе Пушкино Московской области, позднее переехал в Москву, работал старшим преподавателем во Всесоюзном заочном машиностроительном институте. Скончался 5 октября 1999 года, похоронен на Николо-Архангельском кладбище Москвы.
Был также награждён орденами Отечественной войны 1-й и 2-й степеней, рядом медалей.